# Tipula machidai
Tipula machidai är en tvåvingeart som beskrevs av Alexander 1933. Tipula machidai ingår i släktet Tipula och familjen storharkrankar. Inga underarter finns listade i Catalogue of Life.